# Thánh giá Camargue
Thánh giá Camargue (còn có tên khác là  Thánh giá của những người làm vườn), là biểu tượng của vùng Camargue, Pháp, được họa sĩ Hermann-Paul xây dựng vào năm 1926 theo yêu cầu của Folco de Baroncelli-Javon nhằm tượng trưng cho "quốc gia Camargue" của những người chăn gia súc và ngư dân. Nó thể hiện ba nhân đức đối thần của Cơ đốc giáo: đức tin (được thể hiện bằng đinh ba của những người làm vườn trên cây thánh giá Cơ đốc giáo), hy vọng (được thể hiện bằng mỏ neo của tội lỗi) và lòng bác ái (được đại diện bởi trái tim của Ba Đức Mẹ).

## Tượng trưng
Cây thánh giá Camargue tượng trưng cho "Quốc gia Camargue" (hoặc " Gardian Nation ") bằng cách liên kết các biểu tượng của những người làm vườn, ngư dân và các Thánh Mary của Camargue. Với các yếu tố của biểu tượng Kitô giáo sơ khai, nó thể hiện ba nhân đức đối thần:
- đức tin (đại diện bởi đinh ba của những người làm vườn trên cây thánh giá của Cơ đốc giáo);
- hy vọng (đại diện bởi mỏ neo, cũng đại diện cho ngư dân); và
- bác ái (được thể hiện bằng biểu tượng trái tim của Đức Mẹ Biển).[3]

## Thư viện

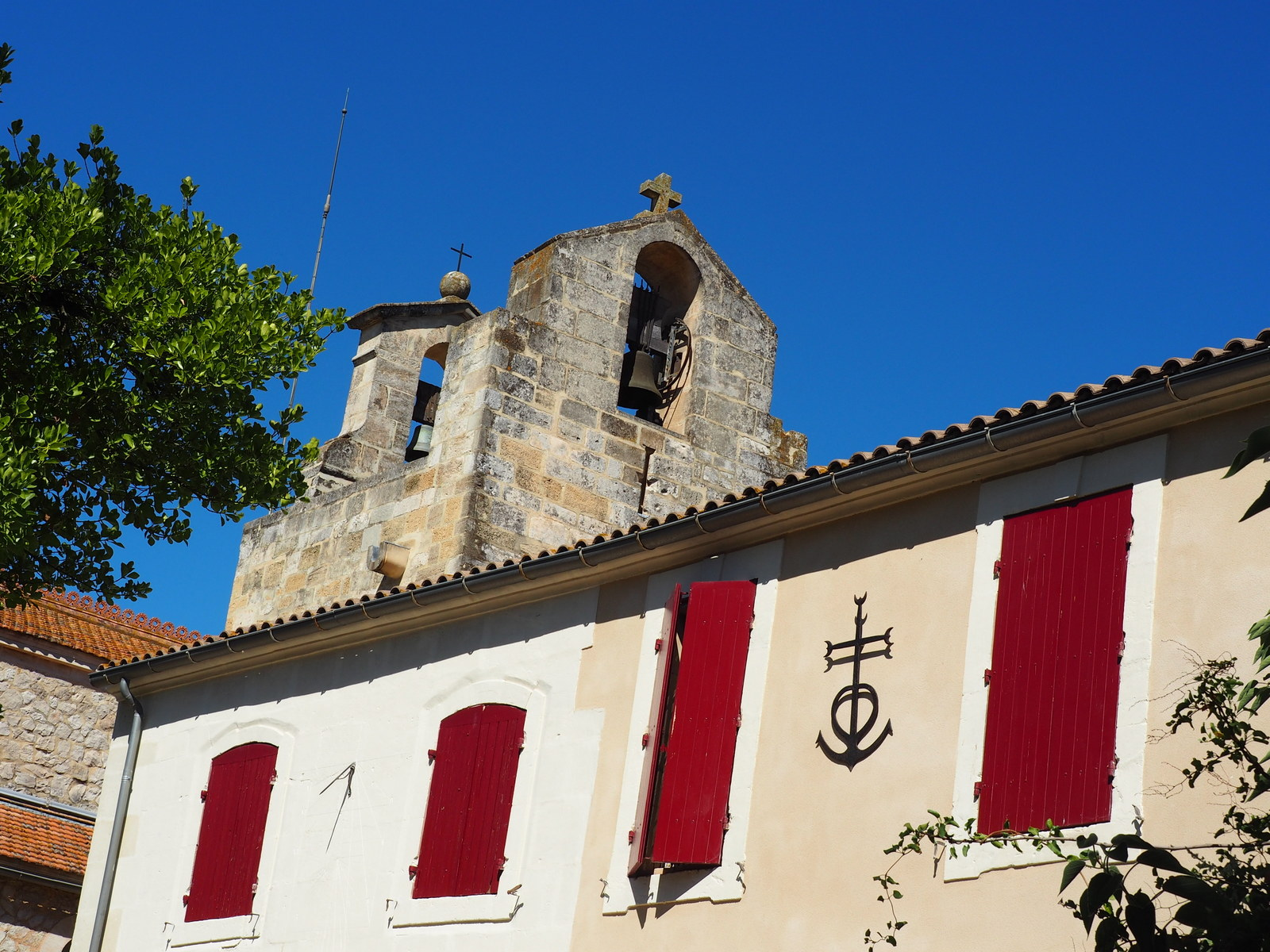
Saint-Martin-de-Crau
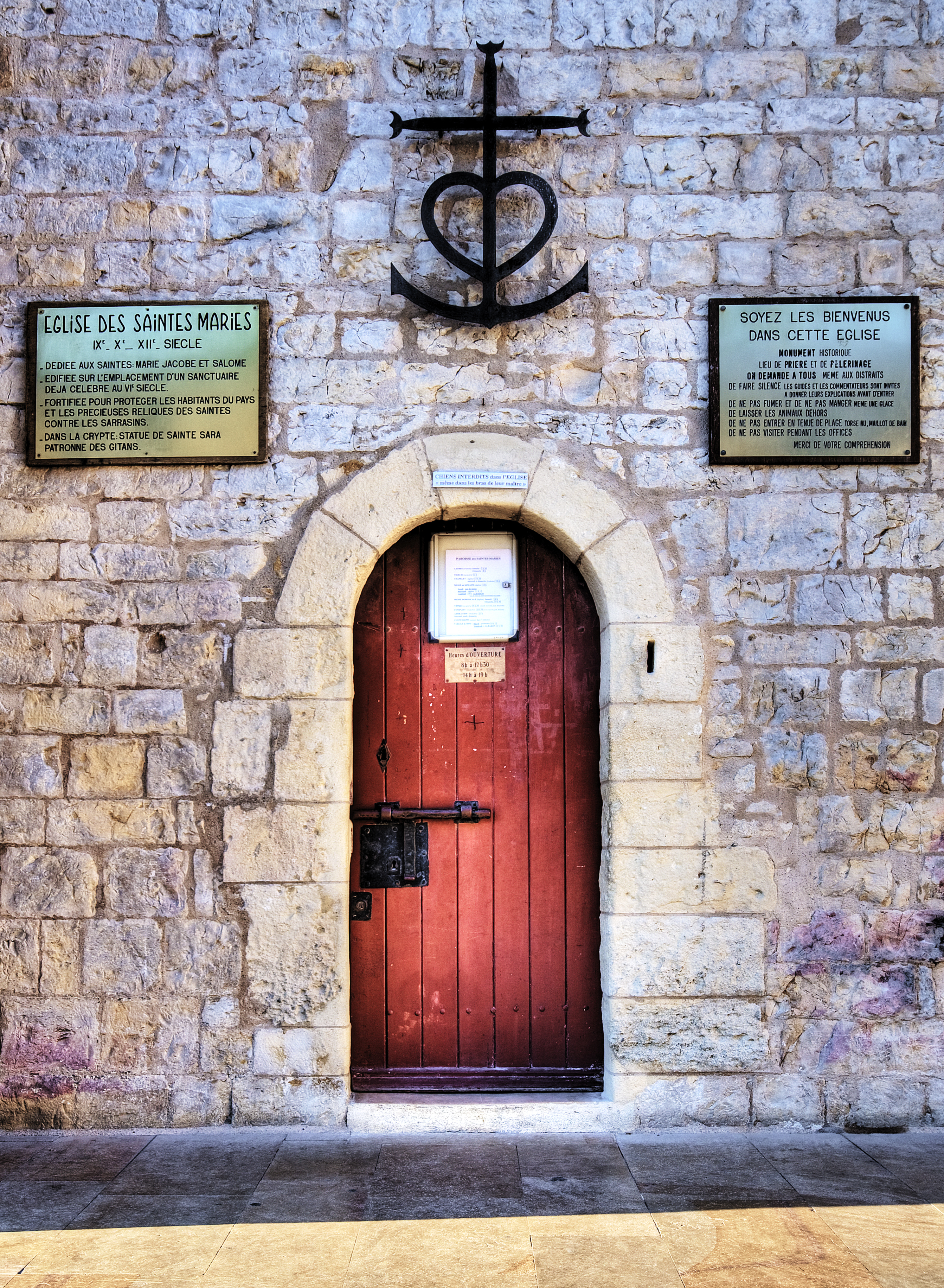
Church of the Saintes Maries de la Mer [fr]
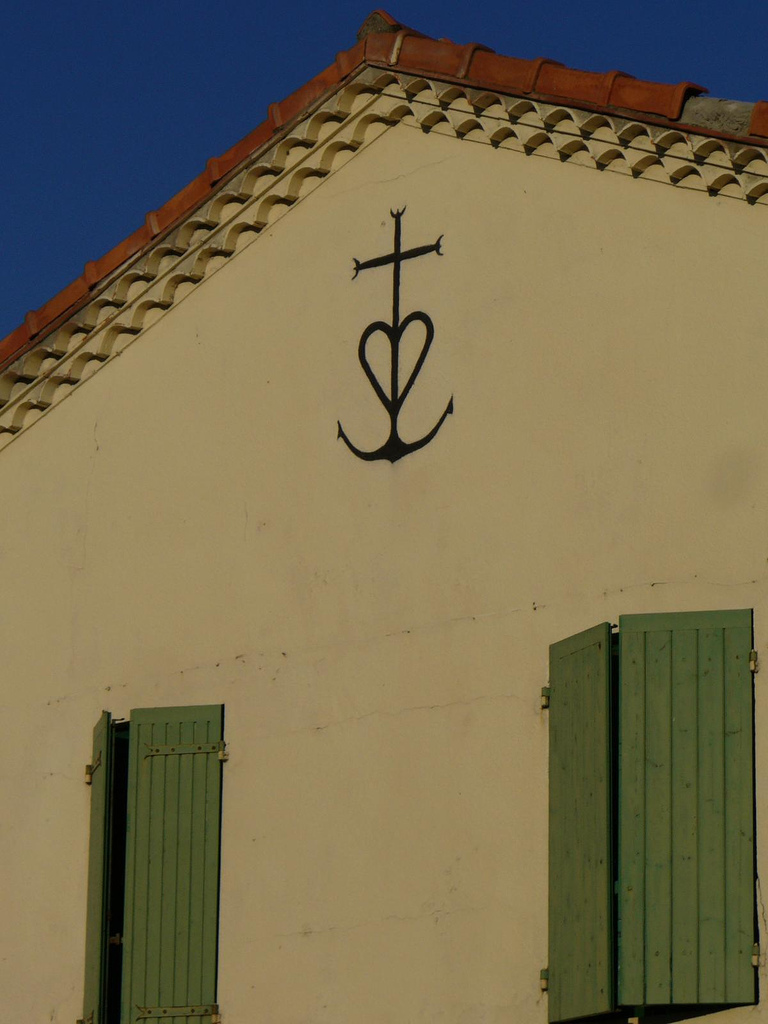
Nhà Saintes-Maries-de-la-Mer
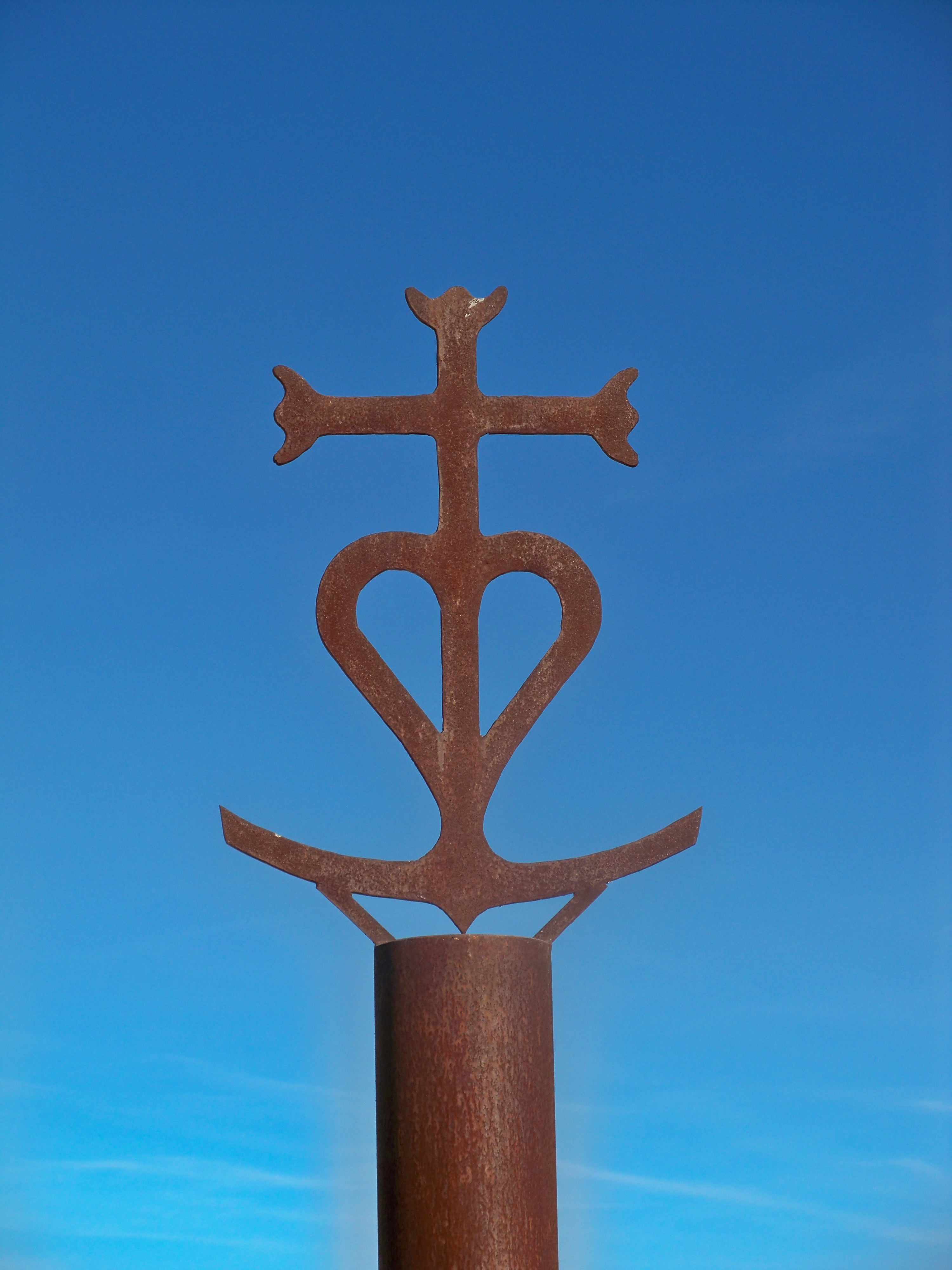
mas de Méjanes [fr]
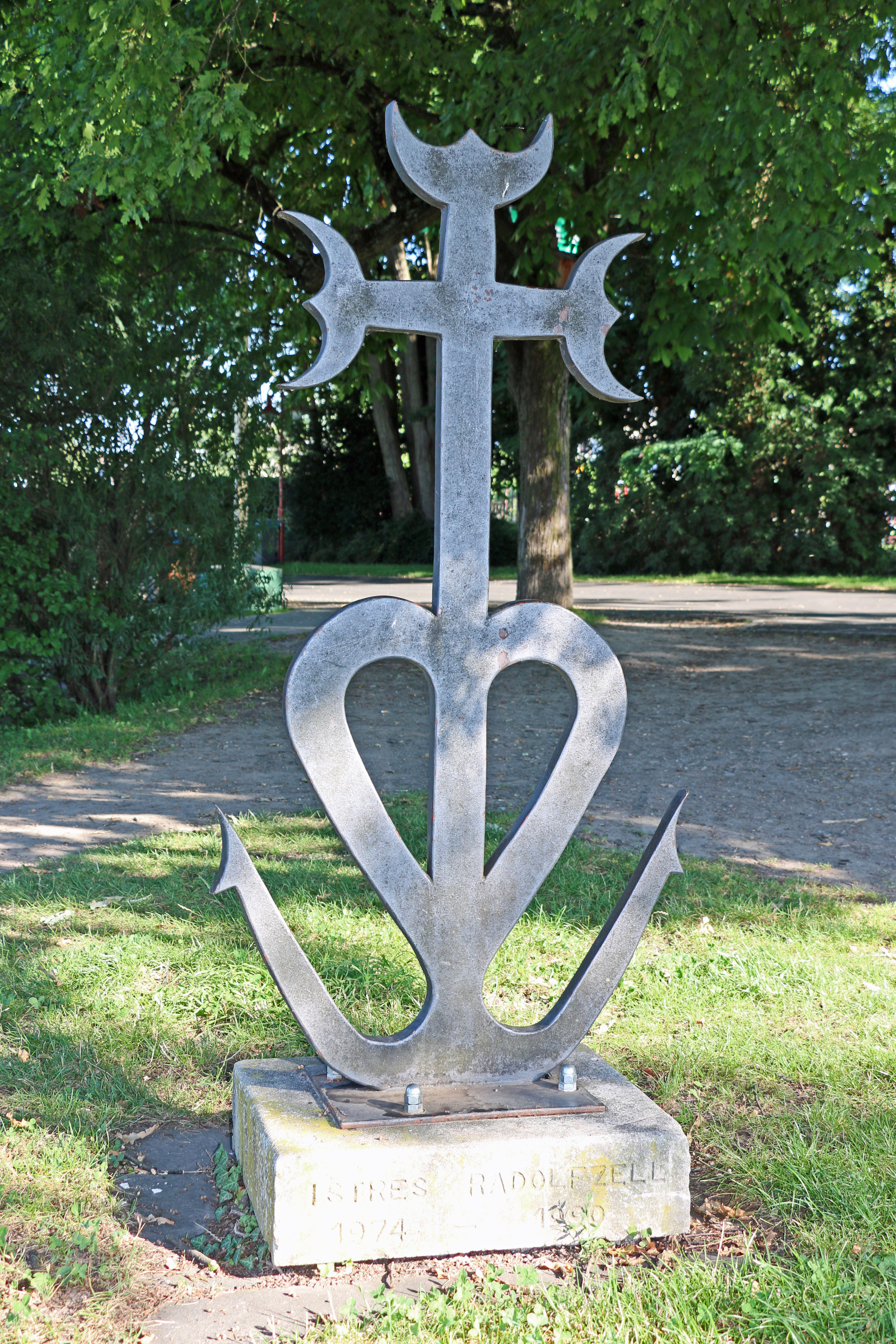
Radolfzell
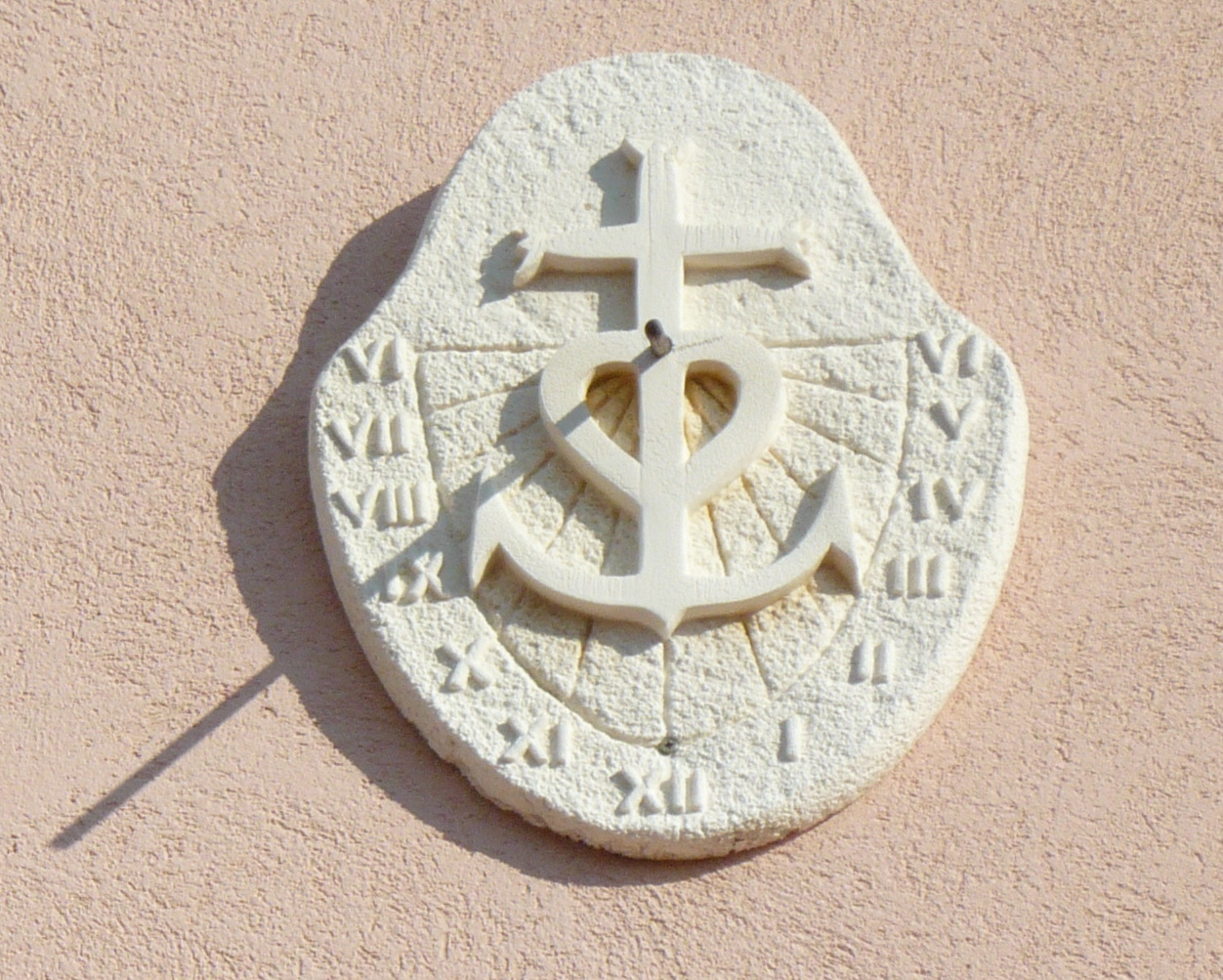
Đồng hồ mặt trời
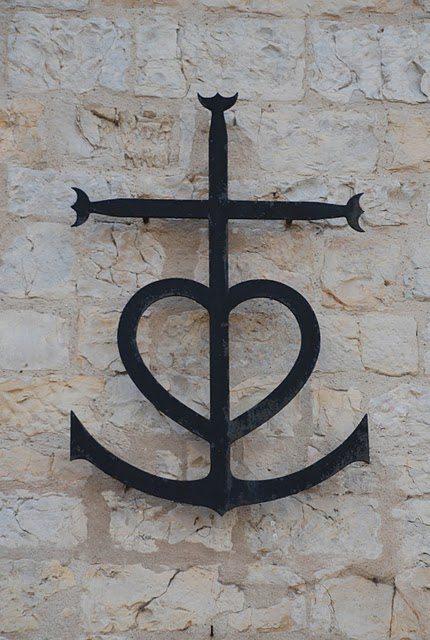
Church of the Saintes Maries de la Mer [fr]
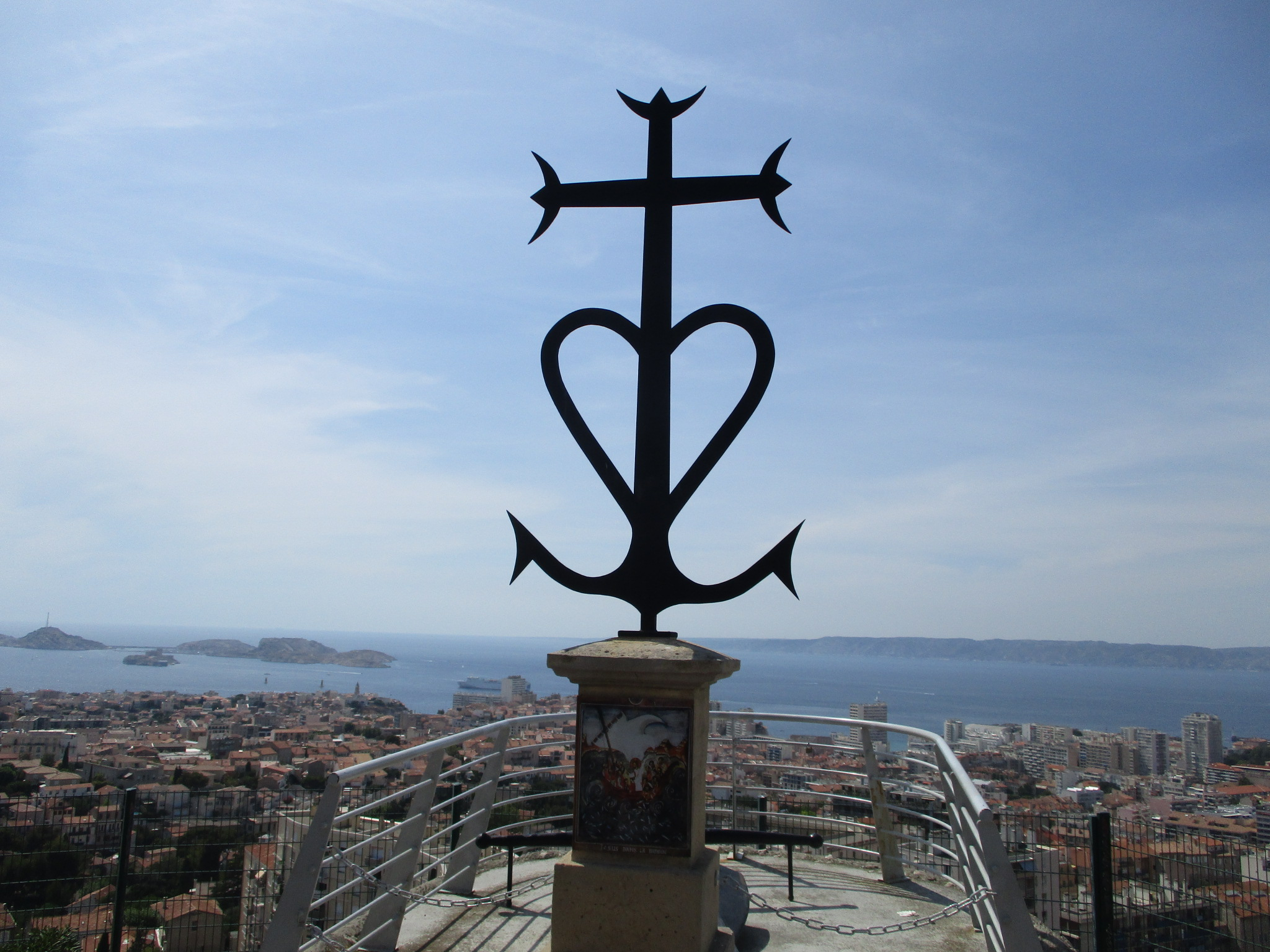
Quảng trường phía trước Vương cung thánh đường Notre-Dame de la Garde ở Marseille, hướng ra Địa Trung Hải